# شیرنیوتون
شیرنیوتون (به انگلیسی: Shirenewton) یک منطقهٔ مسکونی در بریتانیا است که در مونموت‌شر واقع شده‌است. شیرنیوتون ۱٬۱۴۵ نفر جمعیت دارد.